# Corticaria cotovillae
Corticaria cotovillae là một loài bọ cánh cứng trong họ Latridiidae. Loài này được Otera & Pazos miêu tả khoa học năm 1986.